# Кольно (Куявсько-Поморське воєводство)
Кольно (пол. Kolno, нім. Kölln) — село в Польщі, у гміні Хелмно Хелмінського повіту Куявсько-Поморського воєводства.
Населення — 425 осіб (2011).
У 1975-1998 роках село належало до Торунського воєводства.

## Демографія
Демографічна структура станом на 31 березня 2011 року:
|          | Загалом | Допрацездатний вік | Працездатний вік | Постпрацездатний вік |
| -------- | ------- | ------------------ | ---------------- | -------------------- |
| Чоловіки | 226     | 65                 | 149              | 12                   |
| Жінки    | 199     | 53                 | 117              | 29                   |
| Разом    | 425     | 118                | 266              | 41                   |